# Militaire
« Soldat » redirige ici. Pour les autres significations, voir Soldat (homonymie).

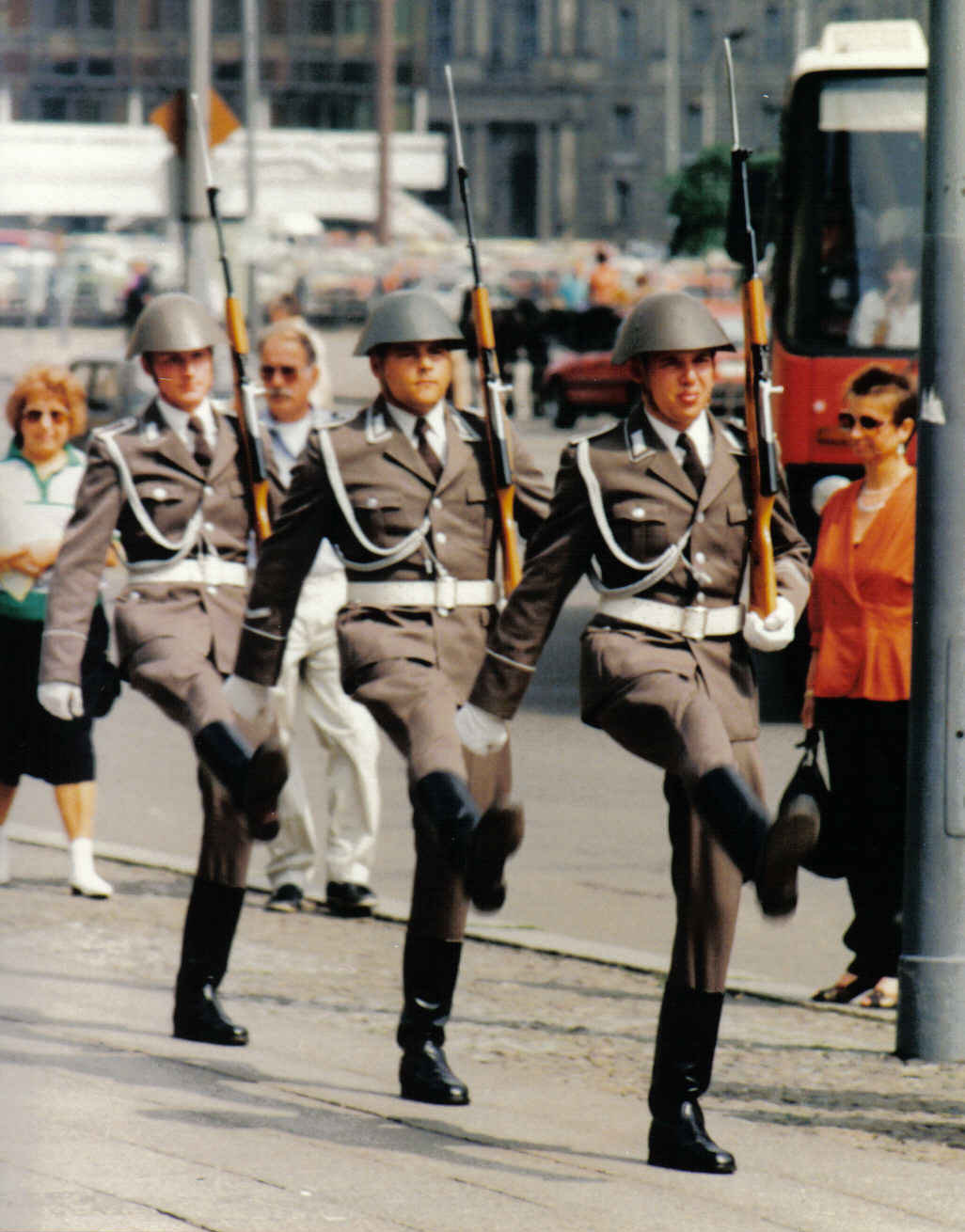
Militaires de l'ex-Nationale Volksarmee en RDA.

Un militaire est un membre des forces armées, c'est-à-dire d'une institution de défense des intérêts stratégiques d'un État. Le terme militaire fait référence aux membres, institutions, installations, équipements, véhicules et tout ce qui fait partie d'une organisation autorisée à recourir à la force, y compris généralement l'utilisation d'armes à feu, pour la défense de leur pays à travers des combats réels ou des menaces perçues.
En tant qu'adjectif, le terme « militaire » est également utilisé pour désigner toute propriété ou aspect de ces organisations. Les organisations militaires fonctionnent souvent comme une société au sein des sociétés, ayant leurs propres communautés militaires, économie, éducation, médecine et autres aspects du fonctionnement d'une société civile.

## Caractéristiques
Les forces militaires sont constituées de plusieurs types de personnels. Elles sont constituées de personnels sous contrat, volontaires qui ont choisi de s'enrôler pour une durée déterminée ; de personnels de carrière (il s'agit en général des cadres, sous-officiers et officiers) ;  de personnels enrôlés par l'État par devoir civique, dans le cadre de la conscription ; ceux-ci peuvent aussi accéder à des grades d'officiers ou de sous-officiers ; et éventuellement, en cas de troubles et de conflit, de personnels enrôlés dans le cadre de la mobilisation, sélective ou générale.
Pour acquérir une spécialité ou pour un entraînement général préalable, les militaires suivent des stages de préparation militaire ou de formation militaire. Les militaires comprennent bien souvent des militaires d'active, en fonction effective dans les forces, et des militaires de réserve, entraînés en vue d'une mise à disposition éventuelle.
L'une des caractéristiques du militaire est son obéissance à la discipline militaire et aux ordres reçus, tout particulièrement en temps de guerre, circonstances dans lesquelles, d'une façon générale, ses droits personnels sont très limités. Le refus d'obéir ou la désertion sont rigoureusement punis, que ce soit dans une armée de métier ou de conscrits. Il est généralement proscrit, pour un militaire, d'être syndiqué, membre d'une association ou d'un parti politique. De nombreux groupes armés en Afrique, en Asie et en Amérique du Sud intègrent des enfants (dits enfants soldats) à partir de l'âge de six ans. L'UNICEF estime le nombre de ceux-ci à 250 000 au cours de l'année 2010.

## Fonctions

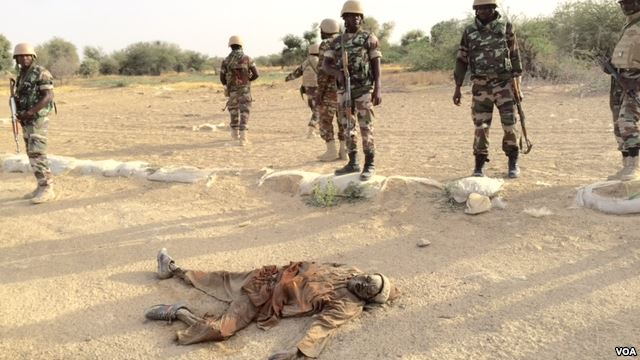
Des militaires nigériens près du cadavre d'un combattant de Boko Haram près de Diffa en mars 2015.

Un militaire peut avoir une activité de terrain, de soutien (administratif, technique…) ou de commandement. En effet, la mise en œuvre d'une armée nécessite une composante logistique et de commandement militaire importante. Ces différentes fonctions sont souvent désignées comme des « échelons » : échelon de commandement, échelon logistique, échelon opérationnel.
Parmi les emplois opérationnels, on distingue :
- Le cavalier : membre de la cavalerie (à cheval autrefois, ce terme désignant aujourd'hui l'arme blindée) ;
- Le fantassin (soldat à pied) : membre de l'infanterie ;
- Le marin : membre de la marine ;
- L'aviateur : membre de l'armée de l'air et de l'espace ;
- Le sapeur : membre du génie militaire ;
- L'artilleur : membre de l'artillerie ;
- Le signaleur : membre des transmissions (ex : transmissions dans l'armée française) ;
- Le gendarme : membre de la gendarmerie.

Le commandement militaire épouse généralement la hiérarchie, reflétée par les grades.

## Budget du personnel

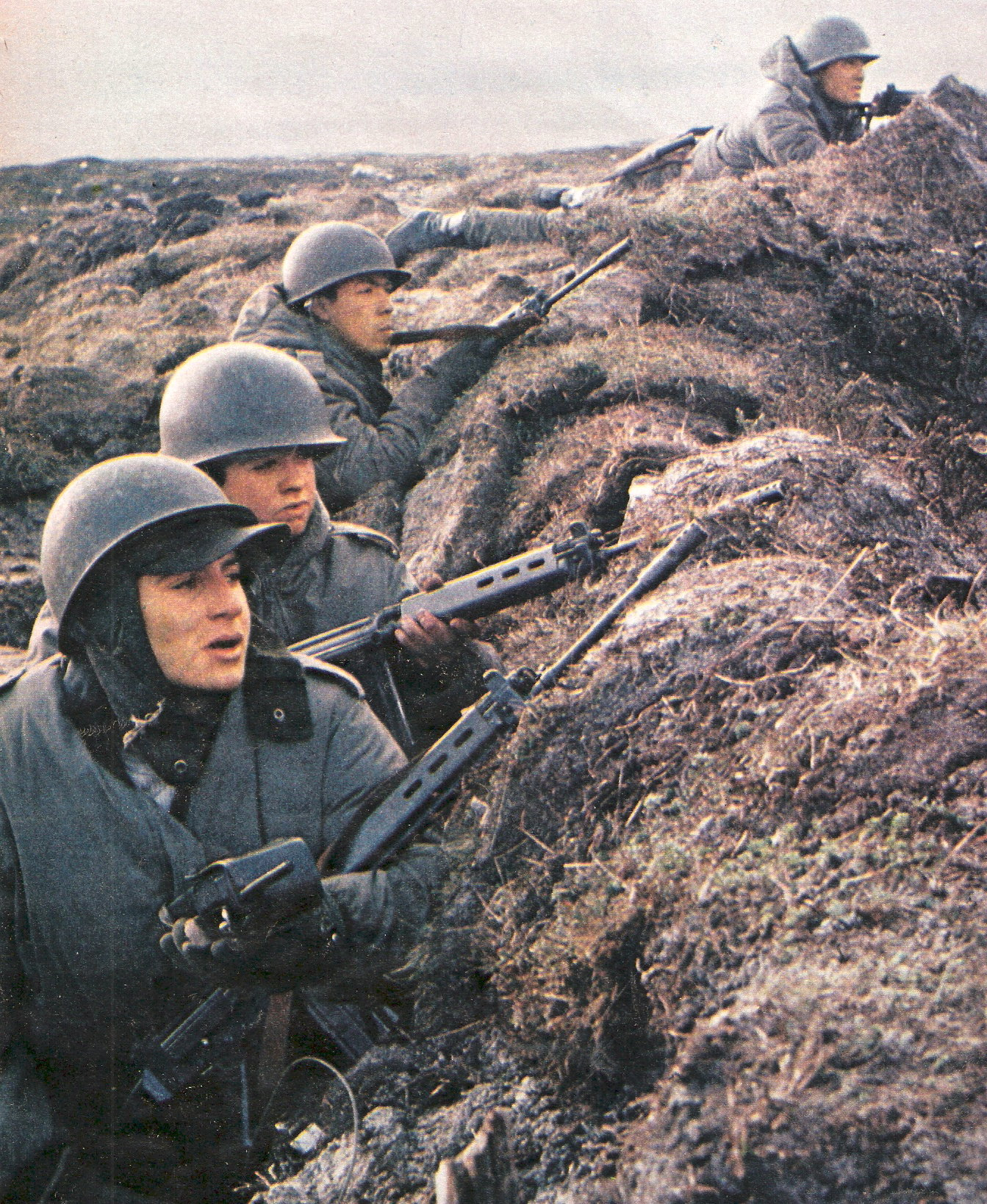
Militaires argentins durant la guerre des Malouines : la grande majorité étaient des conscrits.

Le coût global d'un militaire pour l'État qui l'emploie (solde, formation, nourriture, logement, assurance, matériels, retraite, pensions d'invalidité, etc.) est extrêmement divers selon les situations. Alors que la grande majorité des soldats de l'Antiquité devaient se payer leur équipement, situation qui prévalut jusqu'au Moyen Âge avec les chevaliers ayant leur propre harnachement, celui-ci est désormais fourni dans l'immense majorité par les armées régulières.
Un simple conscrit employé comme fantassin durant les guerres industrielles du début du XXe siècle et dans des États du Tiers-Monde coûte beaucoup moins cher qu'un pilote de combat professionnel des années 2000 dont la formation s'étire sur des années.
Cas extrême, un militaire professionnel dans les forces armées des États-Unis, de la signature du contrat d'engagement à la mise en terre, coûte en moyenne cinq millions de dollars américains au département de la Défense en 2005 et ces frais ne cessent d'augmenter.
Le déploiement de troupes bien équipées sur les théâtres d'opérations lointains est également onéreux. En 2010, un soldat des Forces canadiennes de la Force internationale d'assistance et de sécurité en Afghanistan, pays enclavé et ne disposant pas d'importantes infrastructures, revient, hors solde, hors acheminement initial, à environ 525 000 dollars canadien (350 000 euros) ; la dépense par soldat engagé outre-mer se situant en moyenne annuelle à 5,16 millions d’euros dans l’Union européenne en 2011. Pour le soutien et le fonctionnement de base d'un militaire engagé en opérations extérieures, il faut en moyenne, toujours dans l'Union européenne, 16 militaires et 15 civils à domicile (35 militaires et 15 civils en Allemagne, 8 militaires et 2 civils en France, 9 militaires et 4 civils au Royaume-Uni).

## Missions

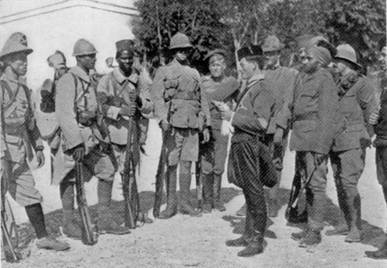
Des militaires de différentes origines durant la Première Guerre mondiale. De gauche à droite : un soldat indochinois, français, sénégalais, anglais, russe, italien, serbe, grec et indien.

Dans le cadre de son engagement dans les forces armées de son pays, le militaire s’astreint volontairement à servir la défense des intérêts vitaux du pays, tels qu’ils sont définis par son gouvernement, et sous les ordres de ses supérieurs hiérarchiques (officiers généraux). Les missions que le militaire effectue dans l’armée correspondent à 3 grands axes :
1. Protection du territoire national et de ses ressortissants, notamment via la loi martiale ;
2. Participation aux systèmes d’alerte de sécurité et d’information ;
3. Maintien ou rétablissement de la paix à l’étranger et/ou sous mandat international.

Ces 3 grands axes, qui déterminent l’action des forces armées d’un pays, se manifestent par une gamme étendue et variée de missions où le risque suprême de trouver la mort en exerçant son métier - qui est le propre de la profession de militaire - n’est pas conditionné par le caractère vital pour le pays des missions qui lui sont confiées. La défense de l’intégrité du sol et du territoire nationaux figure au premier plan de l’engagement particulier des membres des forces armées, qu’ils soient militaires du rang, officiers, volontaires recrutés dans la population civile ou conscrits.
C’est dans une telle éventualité que les militaires s’entraînent à combattre ou bien encore à soutenir les troupes engagées à l’avant du front. Une capacité de riposte permanente qui met aussi le professionnel de la guerre en mesure d’être engagé dans des opérations de moins haute intensité, sur le territoire ou à l’extérieur des frontières. On citera la lutte contre le terrorisme, les menaces chimiques et bactériologiques, la surveillance du ciel, etc.
Cette préparation à l’aptitude au combat offre également l’opportunité au gouvernement d’envoyer les militaires exercer leurs talents en dehors des frontières de leur pays, en les engageant dans des opérations de pacification sous mandat international, ou dans l’action civilo-militaire qui se situe souvent en corollaire de la première option.
Dorothée Lobry dans son ouvrage « Les interventions militaires en zone urbaine: enjeux et défis » écrit que les combats urbains ont changé les missions et le métier de militaire. Elle explique que le métier s’est complexifié, détaille les nouvelles missions et explique que le militaire doit être aujourd’hui polyvalent et réversible. 